# 白戸仲久
白戸 仲久（はくと なかひさ、1941年（昭和16年）11月18日 - ）は、日本の政治家。元茨城県古河市長（2期）。

## 来歴
埼玉県立杉戸農業高等学校卒。総和町教育委員長などを経て、2002年の町長選挙に立候補し、現職の菅谷憲一郎（のち古河市長）を破って当選した。
総和町は隣接の（旧）古河市と三和町との合併協議が進み、2005年に新たに古河市が発足した。合併後の市長選挙に立候補し、旧古河市長の小久保忠男と元総和町長の菅谷憲一郎を破って初代市長となった。2009年の市長選挙も前回と同じ顔ぶれだったが、白戸が再選した。
2012年に白戸が建設を進めていた図書館や大ホールなどを備えた文化施設の費用が高価であることや予定地が産業廃棄物の最終処分地の跡地であることが問題とされ、リコール運動にまで発展した。白戸の解職を求める署名が住民投票に必要な有権者の3分の1(3万9451人)を超え、住民投票の実施が可能となったため、市長を辞職して出直し市長選挙となった。この選挙では白戸と前回落選し「文化施設の建設中止」を公約にした菅谷が立候補し、選挙の結果菅谷に敗れた。